# Marianna di Orange-Nassau
Marianna di Orange-Nassau, il cui nome completo era Guglielmina Federica Luisa Carlotta Marianna (Berlino, 9 maggio 1810 – Reinhartshausen, 29 maggio 1883), fu un membro della Casa d'Orange-Nassau, per nascita principessa del Regno Unito dei Paesi Bassi e per matrimonio principessa del Regno di Prussia.

## Biografia

### Famiglia
Marianna nacque a Berlino; essa era la più giovane tra i figli di re Guglielmo I dei Paesi Bassi e della moglie, Guglielmina di Prussia. La sorella maggiore, Paolina, era morta nel 1806, molto tempo prima della nascita di Marianna, cosicché essa fu l'unica delle figlie femmine della famiglia reale a sopravvivere fino all'età adulta. I fratelli maggiori furono il futuro re Guglielmo II e il principe Federico; altri due fratelli nacquero morti.

### Matrimonio e discendenza
Il 14 settembre 1830, a L'Aia, Marianna sposò il principe Alberto di Prussia, suo primo cugino, quarto figlio del re Federico Guglielmo III di Prussia, fratello della regina Guglielmina. L'unione produsse cinque figli:
- Federica Luisa Guglielmina Marianna Carlotta (Schloss Schönhausen, 21 giugno 1831 – Meiningen, 30 marzo 1855); il 18 maggio 1850 sposò Giorgio II, duca di Sassonia-Meiningen;
- figlio maschio (Palais an der Wilhelmstrasse, 4 dicembre 1832), nacque morto o visse solamente poche ore;[1]
- Federico Guglielmo Nicola Alberto (Berlino, 8 maggio 1837 – Kamenz, 13 settembre 1906);
- Federica Luisa Guglielmina Elisabetta (Kamenz, 27 agosto 1840 – Kamenz, 9 ottobre 1840);
- Federica Guglielmina Luisa Elisabetta Alessandrina (Berlino, 1º febbraio 1842 – Schloss Marley, 26 marzo 1906); il 9 dicembre 1865 sposò Guglielmo di Meclemburgo-Schwerin.

### Vita con Johannes van Rossum
Nel 1845 essa abbandonò il marito infedele e iniziò a convivere con l'amante Johannes van Rossum, suo precedente cocchiere; il 28 marzo 1849 Marianna e Alberto divorziarono ufficialmente. Sette mesi più tardi, il 30 ottobre, a Cefalù, la Principessa diede alla luce il suo unico figlio avuto da van Rossum, Johannes Wilhelm von Reinhartshausen. Dopo questo fatto le corti dell'Aia e di Berlino ruppero ogni contatto con lei, cosicché essa trascorse il resto della sua vita tra l'Italia ed Erbach.
Nel 1855 Marianna acquistò Schloss Reinhartshausen ad Erbach; donna progressivista e culturalmente visionaria, fece della sua nuova residenza un centro cultura dell'area del Reno. Marianna fece ricostruire parte del castello come un museo per accogliere la sua collezione di circa 600 dipinti; il museo è attualmente conosciuto come Festsäle. Schloss Reinhartshausen era sempre pieno di numerosi ospiti e Marianna incoraggiava numerosi artisti a visitarla, fornendo loro alloggio.
Il giorno di Natale del 1861 il figlio Johannes Wilhelm morì di polmonite a Reinhartshausen all'età di dodici anni; in suo onore, Marianna donò 60 000 fiorini alla comunità di Erbach per acquistare un pezzo di terreno su cui costruire una chiesa protestante. In essa, sotto l'altare, venne sepolto il giovane ragazzino, e l'edificio serve ancora a l'attuale parrocchia protestante di Erbach.

### Morte
Dodici anni più tardi, il 10 maggio 1873, Johannes van Rossum, compagno di vita di Marianna per circa trent'anni, morì all'età di sessantaquattro anni; venne sepolto accanto al figlio.
La principessa Marianna gli sopravvisse di altri dieci anni e morì a Schloss Reinhartshausen, a Erbach, venti giorni dopo il suo settantatreesimo compleanno; venne anch'essa sepolta accanto al figlio e al compagno.
Il figlio maggiore, il principe Alberto di Prussia, ereditò le sue proprietà, incluso il castello; nel 1940 questo passò al nipote Federico Enrico, figlio di Alberto. Attualmente Schloss Reinhartshausen è un hotel a cinque stelle.

## Ascendenza
|                                  |                              |                                                | Genitori                                    |  |  | Nonni |  |  | Bisnonni                      |  |  | Trisnonni                         |  |
|                                  |                              |                                                |                                             |  |  |       |  |  | Guglielmo IV di Orange-Nassau |  |  | Giovanni Guglielmo Friso d'Orange |  |
|                                  |                              |                                                |                                             |  |  |       |  |  | Guglielmo IV di Orange-Nassau |  |  | Giovanni Guglielmo Friso d'Orange |  |
|                                  |                              | Maria Luisa d'Assia-Kassel                     |                                             |  |  |       |  |  | Guglielmo IV di Orange-Nassau |  |  |                                   |  |
| Guglielmo V di Orange-Nassau     |                              |                                                |                                             |  |  |       |  |  | Guglielmo IV di Orange-Nassau |  |  |                                   |  |
|                                  |                              | Anna di Hannover                               | Giorgio II di Gran Bretagna                 |  |  |       |  |  |                               |  |  |                                   |  |
|                                  |                              | Anna di Hannover                               | Giorgio II di Gran Bretagna                 |  |  |       |  |  |                               |  |  |                                   |  |
|                                  |                              | Anna di Hannover                               | Carolina di Brandeburgo-Ansbach             |  |  |       |  |  |                               |  |  |                                   |  |
| Guglielmo I dei Paesi Bassi      |                              | Anna di Hannover                               |                                             |  |  |       |  |  |                               |  |  |                                   |  |
|                                  |                              | Augusto Guglielmo di Prussia                   | Federico Guglielmo I di Prussia             |  |  |       |  |  |                               |  |  |                                   |  |
|                                  |                              | Augusto Guglielmo di Prussia                   | Federico Guglielmo I di Prussia             |  |  |       |  |  |                               |  |  |                                   |  |
|                                  |                              | Augusto Guglielmo di Prussia                   | Sofia Dorotea di Hannover                   |  |  |       |  |  |                               |  |  |                                   |  |
| Guglielmina di Prussia           |                              | Augusto Guglielmo di Prussia                   |                                             |  |  |       |  |  |                               |  |  |                                   |  |
|                                  |                              | Luisa Amalia di Brunswick-Wolfenbüttel         | Ferdinando Alberto II di Brunswick-Lüneburg |  |  |       |  |  |                               |  |  |                                   |  |
|                                  |                              | Luisa Amalia di Brunswick-Wolfenbüttel         | Ferdinando Alberto II di Brunswick-Lüneburg |  |  |       |  |  |                               |  |  |                                   |  |
|                                  |                              | Luisa Amalia di Brunswick-Wolfenbüttel         | Antonietta Amalia di Brunswick-Wolfenbüttel |  |  |       |  |  |                               |  |  |                                   |  |
| Marianna di Orange-Nassau        |                              | Luisa Amalia di Brunswick-Wolfenbüttel         |                                             |  |  |       |  |  |                               |  |  |                                   |  |
|                                  | Augusto Guglielmo di Prussia | Federico Guglielmo I di Prussia                |                                             |  |  |       |  |  |                               |  |  |                                   |  |
|                                  | Augusto Guglielmo di Prussia | Federico Guglielmo I di Prussia                |                                             |  |  |       |  |  |                               |  |  |                                   |  |
|                                  | Augusto Guglielmo di Prussia | Sofia Dorotea di Hannover                      |                                             |  |  |       |  |  |                               |  |  |                                   |  |
| Federico Guglielmo II di Prussia | Augusto Guglielmo di Prussia |                                                |                                             |  |  |       |  |  |                               |  |  |                                   |  |
|                                  |                              | Luisa Amalia di Brunswick-Wolfenbüttel         | Ferdinando Alberto II di Brunswick-Lüneburg |  |  |       |  |  |                               |  |  |                                   |  |
|                                  |                              | Luisa Amalia di Brunswick-Wolfenbüttel         | Ferdinando Alberto II di Brunswick-Lüneburg |  |  |       |  |  |                               |  |  |                                   |  |
|                                  |                              | Luisa Amalia di Brunswick-Wolfenbüttel         | Antonietta Amalia di Brunswick-Wolfenbüttel |  |  |       |  |  |                               |  |  |                                   |  |
| Guglielmina di Prussia           |                              | Luisa Amalia di Brunswick-Wolfenbüttel         |                                             |  |  |       |  |  |                               |  |  |                                   |  |
|                                  |                              | Luigi IX d'Assia-Darmstadt                     | Luigi VIII d'Assia-Darmstadt                |  |  |       |  |  |                               |  |  |                                   |  |
|                                  |                              | Luigi IX d'Assia-Darmstadt                     | Luigi VIII d'Assia-Darmstadt                |  |  |       |  |  |                               |  |  |                                   |  |
|                                  |                              | Luigi IX d'Assia-Darmstadt                     | Carlotta di Hanau-Lichtenberg               |  |  |       |  |  |                               |  |  |                                   |  |
| Federica Luisa d'Assia-Darmstadt |                              | Luigi IX d'Assia-Darmstadt                     |                                             |  |  |       |  |  |                               |  |  |                                   |  |
|                                  |                              | Carolina del Palatinato-Zweibrücken-Birkenfeld | Cristiano III del Palatinato-Zweibrücken    |  |  |       |  |  |                               |  |  |                                   |  |
|                                  |                              | Carolina del Palatinato-Zweibrücken-Birkenfeld | Cristiano III del Palatinato-Zweibrücken    |  |  |       |  |  |                               |  |  |                                   |  |
|                                  |                              | Carolina del Palatinato-Zweibrücken-Birkenfeld | Carolina di Nassau-Saarbrücken              |  |  |       |  |  |                               |  |  |                                   |  |
|                                  |                              | Carolina del Palatinato-Zweibrücken-Birkenfeld |                                             |  |  |       |  |  |                               |  |  |                                   |  |